# 2008–2009-es CEBL
A Central European Basketball League, röviden CEBL (magyarul: Közép-európai Kosárlabda Liga) egy közép-európai kosárlabdacsapatok részvételével játszott kosárlabda-versenysorozat, mely évente kerül megrendezésre.
A 2008/2009-es szezonban a következő országok adták csapatait: Csehország, Ausztria, Románia, Magyarország és Szlovákia.
A csoportkörök után a Final Fourt Temesváron játszották. A rendezésért folytatott küzdelemben az Albacomp már alul maradt román ellenfelével szemben (BCM Elba Timisoara).
Az elődöntőben a Temesvár 90-87 arányban verte a cseh Novy Jicin csapatát. A másik mérkőzésen az Albacomp az osztrák Kapfenberg Bulls csapatával játszott ahol 79-64-re győzött az osztrák bikák ellen.

## Résztvevők
| Nemzet       | Darab | Klubok |
| ------------ | ----- | --- |
| Ausztria     | III   | Kapfenberg Bulls, Xion Dukes Kolsterneuburg, UKJ BC Mollersdorf Traiskirchen                                   |
| Csehország   | II    | Geofin Novy Jicin, BK Opava                                                                                    |
| Románia      | I     | BCM Elba Temesvár (Timisoara)                                                                                  |
| Magyarország | II    | Marso-Vagép NYKK, Albacomp                                                                                     |
| Szlovákia    | IV    | Skanska Pezinok BC (Bazin), Spisska Nova Ves (Igló), MBK Handlová (Nyitrabánya), BK Inter Bratislava (Pozsony) |

## Eredmények

### Csoportkör 2008/2009
| Dátum         | Hazai                           | Vendég                          | Eredmény | Eredmény | Eredmény |
| ------------- | ------------------------------- | ------------------------------- | -------- | -------- | -------- |
| 2008. 10. 08. | MARSO-VAGÉP NYÍREGYHÁZA         | UKJ BC MOLLERSDORF TRAISKIRCHEN | 98       | 85       |          |
| 2008. 10. 13. | SKANSKA PEZINOK BC              | MARSO-VAGÉP NYÍREGYHÁZA         | 68       | 78       |          |
| 2008. 10. 13. | BK 04 AC LB SPISSKÁ NOVÁ VES    | ALBACOMP SZÉKESFEHÉRVÁR         | 83       | 103      |          |
| 2008. 10. 21. | UKJ BC MOLLERSDORF TRAISKIRCHEN | BCM ELBA TIMISOARA              | 95       | 99       |          |
| 2008. 10. 21. | XION DUKES KOLSTERNEUBURG       | GEOFIN NOVÝ JIČÍN               | 77       | 67       |          |
| 2008. 10. 21. | KAPFENBERG BULLS                | BK BREDA&WEINSTEIN OPAVA        | 97       | 95       |          |
| 2008. 10. 21. | BK INTER BRATISLAVA             | MBK HANDLOVÁ                    | 88       | 76       |          |
| 2008. 11. 04. | MBK HANDLOVÁ                    | KAPFENBERG BULLS                | 74       | 93       |          |
| 2008. 11. 04. | BK BREDA&WEINSTEIN OPAVA        | BK INTER BRATISLAVA             | 108      | 84       |          |
| 2008. 11. 04. | GEOFIN NOVÝ JIČÍN               | BK 04 AC LB SPISSKÁ NOVÁ VES    | 96       | 58       |          |
| 2008. 11. 04. | ALBACOMP SZÉKESFEHÉRVÁR         | XION DUKES KOLSTERNEUBURG       | 80       | 70       |          |
| 2008. 11. 11. | SKANSKA PEZINOK BC              | UKJ BC MOLLERSDORF TRAISKIRCHEN | 99       | 102      |          |
| 2008. 10. 21. | BCM ELBA TIMISOARA              | MARSO-VAGÉP NYÍREGYHÁZA         | 94       | 73       |          |
| 2008. 11. 11. | XION DUKES KOLSTERNEUBURG       | BK 04 AC LB SPI©SKÁ NOVÁ VES    | 88       | 63       |          |
| 2008. 11. 11. | MBK HANDLOVÁ                    | BK BREDA&WEINSTEIN OPAVA        | 85       | 76       |          |
| 2008. 11. 11. | KAPFENBERG BULLS                | BK INTER BRATISLAVA             | 105      | 67       |          |
| 2008. 11. 25. | ALBACOMP SZÉKESFEHÉRVÁR         | BK 04 AC LB SPI©SKÁ NOVÁ VES    | 102      | 76       |          |
| 2008. 11. 25. | BK BREDA&WEINSTEIN OPAVA        | KAPFENBERG BULLS                | 63       | 69       |          |
| 2008. 11. 25. | MBK HANDLOVÁ                    | BK INTER BRATISLAVA             | 92       | 100      |          |
| 2008. 11. 25. | GEOFIN NOVÝ JIČÍN               | XION DUKES KOLSTERNEUBURG       | 93       | 74       |          |
| 2008. 11. 25. | BCM ELBA TIMISOARA              | UKJ BC MOLLERSDORF TRAISKIRCHEN | 88       | 75       |          |
| 2008. 11. 25. | MARSO-VAGÉP NYÍREGYHÁZA         | SKANSKA PEZINOK BC              | 103      | 95       |          |
| 2008. 12. 02. | BK INTER BRATISLAVA             | BK BREDA&WEINSTEIN OPAVA        | 84       | 91       |          |
| 2008. 12. 02. | KAPFENBERG BULLS                | MBK HANDLOVÁ                    | 97       | 85       |          |
| 2008. 12. 02. | BK 04 AC LB SPISSKÁ NOVÁ VES    | GEOFIN NOVÝ JIČÍN               | 65       | 78       |          |
| 2008. 12. 02. | XION DUKES KOLSTERNEUBURG       | ALBACOMP SZÉKESFEHÉRVÁR         | 93       | 83       |          |
| 2008. 12. 02. | SKANSKA PEZINOK BC              | BCM ELBA TIMISOARA              | 116      | 109      |          |
| 2008. 12. 09. | BK BREDA&WEINSTEIN OPAVA        | MBK HANDLOVÁ                    | 104      | 110      |          |
| 2008. 12. 09. | BK INTER BRATISLAVA             | KAPFENBERG BULLS                | 89       | 90       |          |
| 2008. 12. 09. | GEOFIN NOVÝ JIČÍN               | ALBACOMP SZÉKESFEHÉRVÁR         | 98       | 72       |          |
| 2008. 12. 09. | BK 04 AC LB SPISSKÁ NOVÁ VES    | XION DUKES KOLSTERNEUBURG       | 83       | 76       |          |
| 2008. 12. 09. | MARSO-VAGÉP NYÍREGYHÁZA         | BCM ELBA TIMISOARA              | 89       | 82       |          |
| 2008. 12. 09. | UKJ BC MOLLERSDORF TRAISKIRCHEN | SKANSKA PEZINOK BC              | 95       | 93       |          |
| 2008. 12. 16. | ALBACOMP SZÉKESFEHÉRVÁR         | GEOFIN NOVÝ JIČÍN               | 102      | 70       |          |
| 2008. 12. 16. | UKJ BC MOLLERSDORF TRAISKIRCHEN | MARSO-VAGÉP NYÍREGYHÁZA         | 106      | 95       |          |
| 2008. 12. 29. | BCM ELBA TIMISOARA              | SKANSKA PEZINOK BC              | 847      | 69       |          |

#### Kék csoport
| #  | Csapat                   | M | Gy | V | Dp  | Kp  | Pk  | P  |
| -- | ------------------------ | - | -- | - | --- | --- | --- | -- |
| 1. | BCM Elba Timisoara       | 6 | 4  | 2 | 559 | 517 | +42 | 10 |
| 2. | Marso-Vagép NYKK         | 6 | 4  | 2 | 536 | 530 | +6  | 10 |
| 3. | Mollersdorf Traiskirchen | 6 | 3  | 3 | 558 | 572 | -14 | 9  |
| 4. | Skanska Pezinok BC       | 6 | 1  | 5 | 540 | 574 | -34 | 7  |

- #: Helyezés, M: Lejátszott mérkőzések, Gy: Győzelmek száma, V: Vereségek száma, Dp: Dobott pontok, Kp: Kapott pontok, Pk: Pontkülönbség, P: Szerzett pontok.
- vastag betűvel szedett csapat a Final Four rendezője

#### Piros csoport
| #  | Csapat                    | M | Gy | V | Dp  | Kp  | Pk   | P  |
| -- | ------------------------- | - | -- | - | --- | --- | ---- | -- |
| 1. | Albacomp                  | 6 | 4  | 2 | 542 | 490 | +52  | 10 |
| 2. | Geofin Novy Jicin *       | 6 | 4  | 2 | 502 | 448 | +54  | 10 |
| 3. | Xion Dukes Kolsterneuburg | 6 | 3  | 3 | 478 | 469 | -14  | 9  |
| 4. | Spisska Nova Ves          | 6 | 1  | 5 | 428 | 543 | -115 | 7  |

- #: Helyezés, M: Lejátszott mérkőzések, Gy: Győzelmek száma, V: Vereségek száma, Dp: Dobott pontok, Kp: Kapott pontok, Pk: Pontkülönbség, P: Szerzett pontok.
- (*) A legjobb második helyezett jut tovább, illetve egymás elleni eredmény miatt lett 2. a Novy Jicin

#### Fehér csoport
| #  | Csapat              | M | Gy | V | Dp  | Kp  | Pk  | P  |
| -- | ------------------- | - | -- | - | --- | --- | --- | -- |
| 1. | Kapfenberg Bulls    | 6 | 6  | 0 | 551 | 473 | +78 | 12 |
| 2. | BK Opava            | 6 | 2  | 4 | 537 | 529 | +8  | 8  |
| 3. | MBK Handlová        | 6 | 2  | 4 | 522 | 558 | -36 | 8  |
| 4. | BK Inter Bratislava | 6 | 2  | 4 | 512 | 562 | -50 | 8  |

- #: Helyezés, M: Lejátszott mérkőzések, Gy: Győzelmek száma, V: Vereségek száma, Dp: Dobott pontok, Kp: Kapott pontok, Pk: Pontkülönbség, P: Szerzett pontok.

### 2008/2009 Final Four

#### Temesvár
- 1.  Albacomp
- 2.  BCM Elba Temesvár
- 3.  Kapfenberg Bulls
- 4.  Geofin Novy Jicin

#### Elődöntő
| Dátum                       | Hazai                   | Vendég            | Eredmény | Eredmény | Eredmény |
| --------------------------- | ----------------------- | ----------------- | -------- | -------- | -------- |
| 2009. 01. 10. 18:00 (17:00) | BCM ELBA TIMISOARA      | GEOFIN NOVÝ JICÍN | 90       | 87       | vége     |
| 2009. 01. 10. 20:00 (19:00) | ALBACOMP SZÉKESFEHÉRVÁR | KAPFENBERG BULLS  | 79       | 64       | vége     |

#### Döntő
| Mérkőzés    | Dátum                       | Hazai              | Vendég                  | Eredmény | Eredmény | Eredmény |
| ----------- | --------------------------- | ------------------ | ----------------------- | -------- | -------- | -------- |
| Bronz meccs | 2009. 01. 11. 16:00 (15:00) | KAPFENBERG BULLS   | GEOFIN NOVY JICIN       | 74       | 67       | vége     |
| Döntő       | 2009. 01. 11. 18:00 (17:00) | BCM ELBA TIMISOARA | ALBACOMP SZÉKESFEHÉRVÁR | 66       | 92       | vége     |